# 95 Arethusa
A 95 Arethusa a Naprendszer kisbolygóövében található aszteroida. Karl Theodor Robert Luther fedezte fel 1867. november 23-án.